# یواس‌اس تریر (۱۸۲۲)
یواس‌اس تریر (۱۸۲۲) (به انگلیسی: USS Terrier (1822)) یک کشتی بود. این کشتی در سال ۱۸۲۲ ساخته شد.